# Isolepis pseudosetacea
Isolepis pseudosetacea är en halvgräsart som först beskrevs av Jules Alexandre Daveau, och fick sitt nu gällande namn av Michel Gandoger. Isolepis pseudosetacea ingår i släktet borstsävssläktet, och familjen halvgräs. Inga underarter finns listade i Catalogue of Life.